# Hôpital-Camfrout
Hôpital-Camfrout è un comune francese di 2 234 abitanti situato nel dipartimento del Finistère nella regione della Bretagna.

## Società

### Evoluzione demografica
Abitanti censiti